# Welsh Amateur
Het Welsh Amateur is een golftoernooi in Wales. Er bestaan twee versies, een matchplay- en een strokeplay-kampioenschap. Het wordt georganiseerd door de Golf Union of Wales.

## Matchplay
De eerste editie van het matchplay kampioenachap werd in 1895 gespeeld. Matchplay is de oudste vorm van golfm waarbij twee spelers tegen elkaar spelen. Als er meer dan 64 deelnemers zijn, wordt er een strokeplay kwalificatieronde gespeeld.

### Winnaars
| Jaar      | Winnaar             | Thuisbaan               | Toernooibaan            | Info          |
| --------- | ------------------- | ----------------------- | ----------------------- | ------------- |
| 1895      | John Hunter         | Glamorganshire          | Aberdovey               |               |
| 1896      | John Hunter         | Glamorganshire          | Rhyl                    |               |
| 1897      | FE Woodhead         | Rhyl                    | Glamorganshire          |               |
| 1898      | FE Woodhead         | Rhyl                    | Aberdovey               |               |
| 1899      | FE Woodhead         | Conwy, Caernarvonshire  | Conwy (Caernarvonshire) |               |
| 1900      | TM Barlow           | Glamorganshire          | Porthcawl               |               |
| 1901      | Major HL Green      | Aberdovey               | Aberdovey               |               |
| 1902      | James Hunter        | Glamorganshire          | Glamorganshire          |               |
| 1903      | James Hunter        | Glamorganshire          | Rhos-on-Sea             |               |
| 1904      | Hal Ludlow          | Porthcawl               | Ashburnham              |               |
| 1905      | John Duncan         | Glamorganshire          | Conwy                   |               |
| 1906      | George Renwick      | Glamorganshire          | Radyr                   |               |
| 1907      | LA Phillips         | Newport                 | Porthcawl               |               |
| 1908      | George Renwick      | Porthcawl               | Southerndown            |               |
| 1909      | John Duncan         | Glamorganshire          | Rhyl                    |               |
| 1910      | George Renwick      | Royal Porthcawl         | Swansea Bay             |               |
| 1911      | HM Lloyd            | Rhyl                    | Conwy                   |               |
| 1912      | LA Phillips         | Newport                 | Royal Porthcawl         |               |
| 1913      | HN Atkinson         | Chester                 | Chester                 |               |
| 1914-1919 | Geen toernooi       | Geen toernooi           | Geen toernooi           | Geen toernooi |
| 1920      | HR Howell           | Glamorganshire          | Southerndown            |               |
| 1921      | CEL Fairchild       | St Deiniol              | Aberdovey               |               |
| 1922      | HR Howell           | Glamorganshire          | Tenby                   |               |
| 1923      | HR Howell           | Glamorganshire          | Rhyl                    |               |
| 1924      | HR Howell           | Glamorganshire          | Radyr                   |               |
| 1925      | CEL Fairchild       | St Deiniol              | Rhyl                    |               |
| 1926      | DR Lewis            | Ashburnham              | Royal Porthcawl         |               |
| 1927      | DR Lewis            | Ashburnham              | Tenby                   |               |
| 1928      | CC Marston          | Wrexham                 | Royal St David’s        |               |
| 1929      | HR Howell           | Glamorganshire          | Southerndown            |               |
| 1930      | HR Howell           | Glamorganshire          | Tenby                   |               |
| 1931      | HR Howell           | Glamorganshire          | Aberdovey               |               |
| 1932      | HR Howell           | Glamorganshire          | Ashburnham              |               |
| 1933      | JL Black            | Rhos-on-Sea             | Royal Porthcawl         |               |
| 1934      | SB Roberts          | Prestatyn               | Prestatyn               |               |
| 1935      | Roger Chapman       | Newport                 | Tenby                   |               |
| 1936      | RM de Lloyd         | Cardiff                 | Aberdovey               |               |
| 1937      | David H Lewis       | Cardiff                 | Royal Porthcawl         |               |
| 1938      | AA Duncan           | Southerndown            | Rhyl                    |               |
| 1939-1945 | Geen toernooi       | Geen toernooi           | Geen toernooi           | Geen toernooi |
| 1946      | JV Moody            | Llandudno               | Royal Porthcawl         |               |
| 1947      | SB Roberts          | Prestatyn               | Royal St David’s        |               |
| 1948      | AA Duncan           | Southerndown            | Royal Porthcawl         |               |
| 1949      | AD Evans            | Brecon                  | Aberdovey               |               |
| 1950      | J Ll Morgan         | Llandrindod Wells       | Southerndown            |               |
| 1951      | J Ll Morgan         | Llandrindod Wells       | Royal St David’s        |               |
| 1952      | AA Duncan           | Southerndown            | Ashburnham              |               |
| 1953      | SB Roberts          | Prestatyn               | Prestatyn               |               |
| 1954      | AA Duncan           | Southerndown            | Tenby                   |               |
| 1955      | TJ Davies           | Effingham               | Royal St David’s        |               |
| 1956      | AE Lockley          | Swansea Bay             | Southerndown            |               |
| 1957      | ES Mills            | Llandudno               | Royal St David’s        |               |
| 1958      | HC Squirrell        | Cardiff                 | Conwy                   |               |
| 1959      | HC Squirrell        | Cardiff                 | Royal Porthcawl         |               |
| 1960      | HC Squirrell        | Cardiff                 | Aberdovey               |               |
| 1961      | AD Evans            | Brecon                  | Ashburnham              |               |
| 1962      | JKD Povall          | Whitchurch              | Royal St David’s        |               |
| 1963      | WI Tucker           | Monmouthshire           | Southerndown            |               |
| 1964      | HC Squirrell        | Cardiff                 | Royal St David’s        |               |
| 1965      | HC Squirrell        | Cardiff                 | Royal Porthcawl         |               |
| 1966      | WI Tucker           | Monmouthshire           | Aberdovey               |               |
| 1967      | JKD Povall          | Whitchurch              | Ashburnham              |               |
| 1968      | JA Buckley          | Rhos-on-Sea             | Conwy                   |               |
| 1969      | JL Toye             | Radyr                   | Royal Porthcawl         |               |
| 1970      | EN Davies           | Llantrisant & Pontyclun | Royal St David’s        |               |
| 1971      | CT Brown            | Maesdu                  | Southerndown            |               |
| 1972      | EN Davies           | Prestatyn               | Prestatyn               |               |
| 1973      | David McLean        | Holyhead                | Ashburnham              |               |
| 1974      | S Cox               | Wenvoe Castle           | Conwy                   |               |
| 1975      | JL Toye             | Radyr                   | Royal Porthcawl         |               |
| 1976      | MPD Adams           | Llantrisant & Pontyclun | Royal St David’s        |               |
| 1977      | D L Stevens         | Llantrisant & Pontyclun | Southerndown            |               |
| 1978      | David McLean        | Holyhead                | Conwy                   |               |
| 1979      | TJ Melia            | Cardiff                 | Ashburnham              |               |
| 1980      | DL Stevens          | Llantrisant & Pontyclun | Prestatyn               |               |
| 1981      | SP Jones            | Aberystwyth             | Royal Porthcawl         |               |
| 1982      | DK Wood             | Rochford Hundred        | Royal St David’s        |               |
| 1983      | JR Jones            | Langland Bay            | Southerndown            |               |
| 1984      | JR Jones            | Langland Bay            | Prestatyn               |               |
| 1985      | EO Jones            | Bull Bay                | Ashburnham              |               |
| 1986      | CM Rees             | Ashburnham              | Conwy                   |               |
| 1987      | P M Mayo            | Newport                 | Royal Porthcawl         |               |
| 1988      | KG Jones            | Worplesdon              | Royal St David’s        |               |
| 1989      | Stephen Dodd        | Brynhill                | Tenby                   |               |
| 1990      | A Barnett           | Royal St David's        | Prestatyn               |               |
| 1991      | S Pardoe            | Goring & Streatley      | Ashburnham              |               |
| 1992      | H Roberts           | Southerndown            | Pyle & Kenfig           |               |
| 1993      | Bradley Dredge      | Bryn Meadows            | Southerndown            |               |
| 1994      | Craig Evans         | West Monmouthshire      | Royal Porthcawl         |               |
| 1995      | Garry Houston       | Flint                   | Royal St David’s        |               |
| 1996      | Y Taylor            | Brynhill                | Ashburnham              |               |
| 1997      | JR Donaldson        | Macclesfield            | Pyle & Kenfig           |               |
| 1998      | MJ Pilkington       | Pwllheli                | Prestatyn               |               |
| 1999      | M Griffiths         | Woodlake Park           | Tenby                   |               |
| 2000      | JG Jermine          | Sunningdale             | Royal St David’s        |               |
| 2001      | C Williams          | Creigiau                | Royal Porthcawl         |               |
| 2002      | D Price             | Vale of Glamorgan       | Conwy (Caernarvonshire) |               |
| 2003      | Stuart Manley       | Mountain Ash            | Southerndown            |               |
| 2004      | Ryan Thomas         | Aberdare                | Ashburnham              |               |
| 2005      | Carl Wakely         | Whitchurch              | Prestatyn               |               |
| 2006      | Llewellyn Matthews  | Southerndown            | Pyle & Kenfig           |               |
| 2007      | Llewellyn Matthews  | Southerndown            | Royal St David’s        |               |
| 2008      | Ben Westgate        | Trevose                 | Royal Porthcawl         |               |
| 2009      | Luke Thomas         | Vale of Glamorgan       | Southerndown            |               |
| 2010      | Alastair Jones      | Radyr                   | Tenby                   |               |
| 2011      | Jason Shufflebotham | Prestatyn               | Aberdovey               |               |
| 2012      | Jason Shufflebotham | Prestatyn               | Royal St David’s        |               |
| 2013      | Jack Bush           |                         |                         |               |

## Strokeplay

### Winnaars
| Jaar | Winnaar                                 | Thuisbaan                               | Toernooibaan                            | Info |
| ---- | --------------------------------------- | --------------------------------------- | --------------------------------------- | --- |
| 1967 | EN Davies                               | Llantrisant & Pontyclun                 | Royal St David's                        | |
| 1968 | JA Buckley                              | Rhos-on-Sea                             | Royal St David's                        | |
| 1969 | D Ll Stevens                            | Llantrisant & Pontyclun                 | Tenby                                   | |
| 1970 | JKD Povall                              | Whitchurch                              | Newport                                 | |
| 1971 | EN Davies                               | Llantrisant & Pontyclun                 | Royal St David's JL Toye (Radyr)        | |
| 1972 | JR Jones                                | Wrexham                                 | Pyle & Kenfig                           | |
| 1973 | JR Jones                                | Caernarvonshire                         | Llandudno, Maesdu                       | |
| 1974 | JL Toye                                 | Radyr                                   | Tenby                                   | |
| 1975 | D McLean                                | Holyhead                                | Wrexham                                 | |
| 1976 | WI Tucker                               | Monmouthshire                           | Newport                                 | |
| 1977 | JA Buckley                              | Abergele & Pensarn                      | Prestatyn                               | |
| 1978 | HJ Evans                                | Langland Bay                            | Pyle & Kenfig                           | |
| 1979 | D Mclean                                | Holyhead                                | Holyhead                                | |
| 1980 | TJ Melia                                | Cardiff                                 | Tenby                                   | |
| 1981 | D Evans                                 | Leek                                    | Wrexham                                 | |
| 1982 | JR Jones                                | Langland Bay                            | Cradoc                                  | |
| 1983 | G Davies                                | Pontypool                               | Aberdovey                               | |
| 1984 | RN Roderick                             | Pontardawe                              | Newport                                 | hij won ook 5x het Carmarthenshire Open (82-83-86-87-88) en het Glamorgan County Championship in 1984 en 1987     |
| 1985 | MA Macara                               | Llandudno, Maesdu                       | Royal St David’s                        | |
| 1986 | MW Calvert                              | Aberystwyth                             | Pyle & Kenfig                           | |
| 1987 | MA Macara                               | Llandudno, Maesdu                       | Llandudno, Maesdu                       | |
| 1988 | RN Roderick                             | Pontardawe                              | Tenby                                   | |
| 1989 | Stephen Dodd                            | Brynhill                                | Caernarvonshire                         | |
| 1990 | Garry Houston                           | Flint                                   | Pyle & Kenfig                           | |
| 1991 | AV Jones                                | Wrexham                                 | Royal Porthcawl                         | |
| 1992 | AJ Barnett                              | Royal St David's                        | Royal St David’s                        | |
| 1993 | MA Macara                               | Llandudno, Maesdu                       | Llandudno, Maesdu                       | |
| 1994 | Nicolas Vanhootegem                     |                                         | St Pierre                               | |
| 1995 | M Peet                                  | Pyle & Kenfig                           | Prestatyn                               | |
| 1996 | MJ Blackey                              | Hayling                                 | Tenby                                   | |
| 1997 | Gary Wolstenholme                       | Kilworth Springs                        | Conwy (Caernarvonshire)                 | |
| 1998 | DAJ Patrick                             | Mortonhall                              | Southerndown                            | schreef voor GolfDigest, won ook North-east District Open Amateur 1998 won ook Schots Amateur en werd pro in 2001 |
| 1999 | Craig Williams                          | Creigiau                                | St David’s Park, Northop                | |
| 2000 | JR Donaldson                            | Macclesfield                            | Ashburnham                              | |
| 2001 | Jonathan Lupton                         | Middlesbrough                           | Llandudno, Maesdu                       | |
| 2002 | Jack Doherty                            | Vale of Glamorgan                       | Pyle & Kenfig                           | |
| 2003 | Michael Skelton                         | Middlesbrough                           | Prestatyn                               | werd hierna opgenomen in het Walker Cup team (jongste teamlid ooit)                                               |
| 2004 | Heidar Bragasson                        |                                         | Royal Porthcawl                         | won ook het Spaans Amateur in 2004                                                                                |
| 2005 | Robert Dinwiddie                        | Barnard Castle                          | Royal St David’s                        | |
| 2006 | Toernooi geannuleerd wegens slecht weer | Toernooi geannuleerd wegens slecht weer | Toernooi geannuleerd wegens slecht weer | |
| 2007 | John Parry                              | Harrogate                               | Machynys                                | |
| 2008 | Chris Wood                              | Long Ashton                             | Conwy, Caernarvonshire                  | |
| 2009 | Andreas Hartø                           |                                         | Ashburnham                              | |
| 2010 | Eddie Pepperell                         | Drayton Park                            | Royal St David’s                        | |
| 2011 | Darren Wright                           | Rowlands Castle                         | St Pierre                               | |
| 2012 | Craig Hinton                            | The Oxfordshire                         | Prestatyn                               | score -7 |
| 2013 |                                         |                                         |                                         | |